# Vince Gilligan
Vince Gilligan \ɡi.li.ɡan\, né le 10 février 1967 à Richmond, est un scénariste, producteur et réalisateur américain au cinéma et à la télévision. Après s'être fait connaître pour son travail de scénariste sur la série télévisée X-Files, il est devenu le créateur et le showrunner de la série Breaking Bad, ainsi que de sa série dérivée, Better Call Saul.

## Biographie

### Jeunesse
Vince Gilligan est le fils de Gail, institutrice, et de George Vincent Gilligan, Sr., expert en sinistres de compagnie d'assurances. Ses parents divorcent en 1974 et lui et son frère cadet Patrick grandissent à Farmville. Il se lie d'amitié avec Angus Wall, et la mère de celui-ci lui donne une caméra et l'incite à faire des films. À l'âge de treize ans, il gagne un prix dans une compétition de films amateurs.
Après être sorti diplômé du lycée en 1985, il fait ses études supérieures à la Tisch School of the Arts de l'université de New York et obtient un B.A. en production audiovisuelle en 1989. La même année, il gagne un concours de scénarios avec Méli-mélo, qui sera adapté au cinéma en 1998, et attire l'attention du producteur Mark Johnson, qui devient son mentor.

### Carrière

#### X-FilesetThe Lone Gunmen
Après avoir écrit un premier scénario pour le cinéma, celui du film Mise à feu (1993), il devient fan de la série télévisée X-Files et son agent, cousine de la femme de Chris Carter, le présente au créateur de cette série. Le courant passe bien entre eux et il écrit pour la série un scénario en freelance en 1995. L'année suivante, Carter lui propose de rejoindre son équipe de scénaristes, et Gilligan devient rapidement l'un des meilleurs scénaristes de la série, se spécialisant dans les épisodes de type « monstre de la semaine » et le profil psychologique des personnages.
Gilligan reste dans l'équipe jusqu'à la fin de la série, en 2002, et gravit les échelons, finissant producteur délégué de la série. Il écrit, seul ou en collaboration, 30 épisodes de X-Files, dont certains « classiques » de la série aussi bien dramatiques (Autosuggestion, Cœurs de tissu, Poursuite, Lundi), qu'humoristiques (La Queue du diable, Le shérif a les dents longues, Zone 51, Peur bleue, Je souhaite),.
Vince Gilligan et ses complices John Shiban et Frank Spotnitz co-créent The Lone Gunmen, spin-off de X-Files. Cette série dérivée au ton humoristique se concentre moins sur le paranormal et plus sur des conspirations plausibles et réalistes. La série dure une saison, diffusée en 2001 sur la Fox, Gilligan écrit 6 épisodes. Les audiences étant décevantes, la série est annulée au bout de 13 épisodes en restant sur son cliffhanger de fin de saison, qui sera résolu par l'épisode de X-Files N'abandonnez jamais.
Après la dernière saison de X-Files, Gilligan traverse une période creuse de cinq ans au cours de laquelle il n'écrit que quelques scénarios d'épisodes de séries télévisées qui ne connaissent qu'une brève carrière à la télévision. Il écrit également la version finale du scénario du film Hancock (2008).

#### Breaking Bad

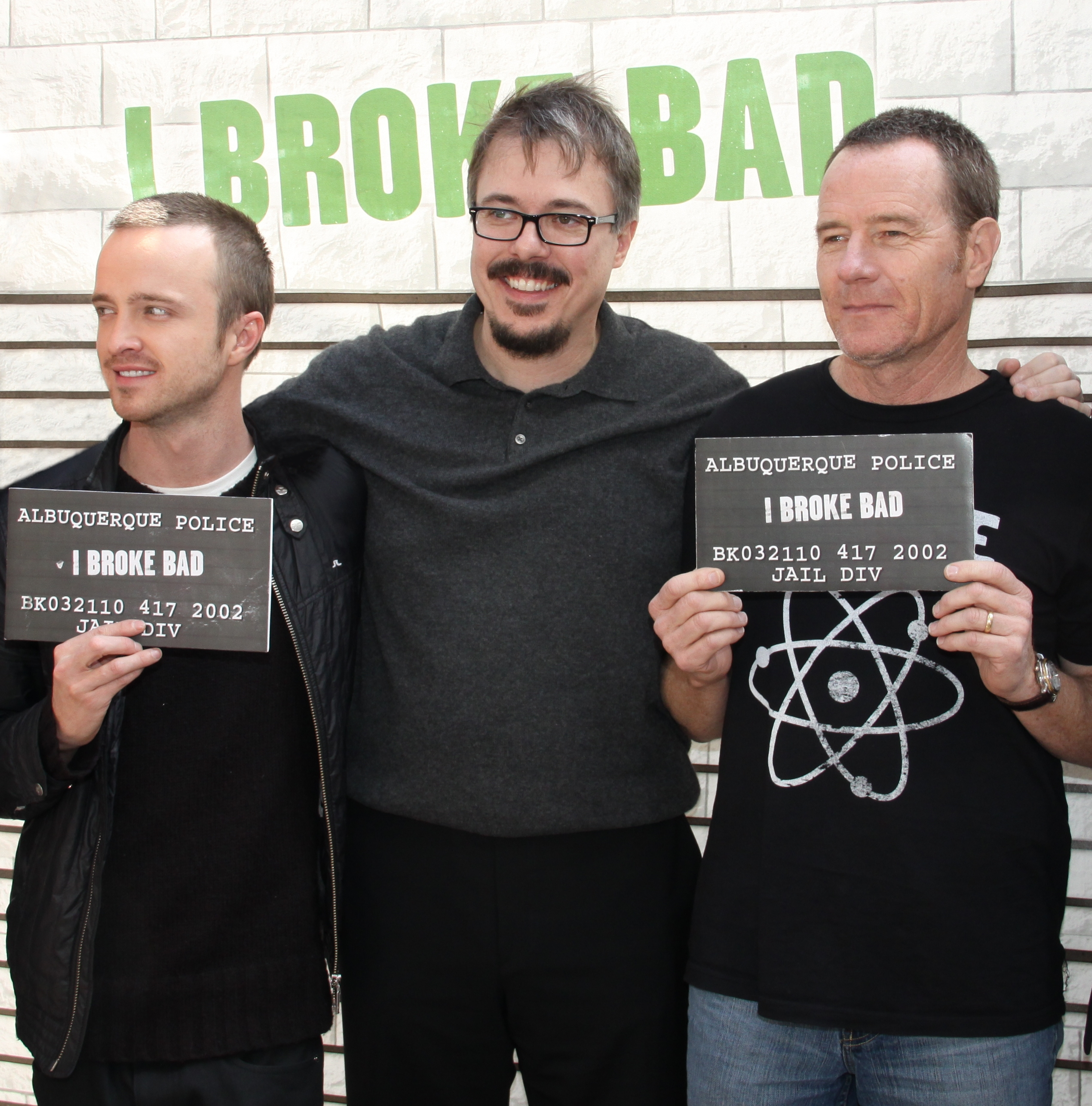
Vince Gilligan entouré par Aaron Paul et Bryan Cranston en 2011.

Pendant plusieurs années, Vince Gilligan mûrit son projet de propre série télévisée, où le personnage principal se transformerait peu à peu en antagoniste. Cette série, Breaking Bad, est l'histoire d'un professeur de chimie, Walter White (interprété par Bryan Cranston, que Gilligan a rencontré à l'occasion de l'épisode Poursuite de X-Files), atteint d'un cancer, qui se lance dans le trafic de méthamphétamine avec son ancien élève Jesse Pinkman (incarné par Aaron Paul). Ils doivent affronter de nombreuses péripéties et dangers dans le marché impitoyable de la drogue, où chaque choix est douloureux et a des conséquences sur l'évolution morale des personnages.
Vince Gilligan est showrunner des cinq saisons et producteur de tous les épisodes de Breaking Bad, il est le scénariste de treize épisodes et en réalise cinq. Il supervise entièrement le processus scénaristique et créatif de la série aux côtés de cinq autres scénaristes. Breaking Bad dure 62 épisodes, répartis sur cinq saisons diffusées de 2008 à 2013 sur la chaine câblée AMC. La série connaît un succès critique colossal : des dizaines de récompenses dont seize Emmy Awards, des audiences records pour une chaîne du câble et des revues de presse considérant Breaking Bad comme l'une des meilleures séries télévisées jamais créées,.

#### Battle CreeketBetter Call Saul
Vince Gilligan et David Shore (créateur de Dr House) ont l'idée de la série Battle Creek d'après un script de Vince Gilligan écrit en 2002. Cette série policière sombre, basée sur deux partenaires de travail au FBI, est diffusée sur CBS début 2015, à la mi-saison, le pilote étant réalisé par Bryan Singer. CBS annonce à la fin de la première saison que Battle Creek n'est pas reconduite.
En avril 2013, AMC annonce Better Call Saul, une série dérivée de Breaking Bad, qui se concentre sur le personnage de Saul Goodman (interprété par Bob Odenkirk), l'avocat véreux de Walter White et Jesse Pinkman. Better Call Saul se veut, lors des premières saisons, moins sombre et plus humoristique que Breaking Bad et ne se limite pas au stade de préquelle, pouvant se dérouler pendant et au-delà de la série-mère. La série est diffusée depuis le 8 février 2015 sur AMC, avec deux saisons d'une dizaine d'épisodes prévues. Elle comptera finalement 6 saisons, la dernière se terminant en août 2022. Gilligan en est le showrunner avec Peter Gould, le créateur de Saul Goodman. La série connaît un succès comparable à la série-mère, étant nommée et remportant un grand nombre de récompenses, incluant des nominations à 23 Emmy Awards et deux Golden Globes.
Il réalise également en 2019 un film épilogue de Breaking Bad, El Camino, revenant sur le personnage de Jesse Pinkman.

### Vie privée
Vince Gilligan vit en couple avec sa petite amie Holly Rice depuis 1991.

## Filmographie

### Scénariste
- 1993 : Mise à feu (Wilder Napalm), de Glenn Gordon Caron
- 1998 : Méli-Mélo (Home Fries), de Dean Parisot
- 2001 : The Lone Gunmen : Au cœur du complot - saison 1 épisodes 1, 2, 7, 8, 12, 13 (série télévisée)
- 2002 : Los Angeles : Division homicide - saison 1 épisodes 4, 7, 9 (série télévisée)
- 2006 : Night Stalker : Le Guetteur - saison 1 épisode 10 (série télévisée)
- 2008 : Hancock, de Peter Berg
- 2015 : Battle Creek (création, saison 1 épisode 1)
- 2015-2022 : Better Call Saul (création de la série, scénariste de 3 épisodes de 2015 à 2017, 1 épisode en 2022)[18]
- 2019 : El Camino : Un film Breaking Bad (El Camino: A Breaking Bad Movie), de lui-même
- depuis 2025 : Pluribus

#### X-Files
- 1995 (saison 2) : Ombre mortelle (épisode 23)
- 1996 (saison 3) : Autosuggestion (épisode 17)
- 1996-1997 (saison 4) : Les Hurleurs (épisode 4), Cœurs de tissu (épisode 10), Régénérations (épisode 12), Journal de mort (épisode 14), La Queue du diable (épisode 20)
- 1997-1998 (saison 5) : Les Bandits solitaires (épisode 3), Emily (épisodes 6 et 7), Kitsunegari (épisode 8), Le shérif a les dents longues (épisode 12), Folie à deux (épisode 19)
- 1998-1999 (saison 6) :  Poursuite (épisode 2), Zone 51 (épisodes 4 et 5), Photo mortelle (épisode 10), Lundi (épisode 14), Brelan d'as (épisode 20), Spores (épisode 21)
- 1999- 2000 (saison 7) : Appétit monstre (épisode 3), Millennium (épisode 4), Maleeni le Prodigieux (épisode 8), Peur bleue (épisode 12), Coup du sort (épisode 14), Je souhaite (épisode 21)
- 2000 (saison 8) : Un coin perdu (épisode 4)
- 2002 (saison 9) : Amnésie (épisode 7), N'abandonnez jamais (épisode 15), Irréfutable (épisode 18)

#### Breaking Bad
- 2008 (saison 1) : Chute libre (épisode 1), Le Choix (épisode 2), Dérapage (épisode 3), Retour aux sources (épisode 4)
- 2009 (saison 2) : Règlements de comptes (épisode 6), Effet papillon (épisode 13)
- 2010 (saison 3) : Crash (épisode 1), Pleine Mesure (épisode 13)
- 2011 (saison 4) : Le Cutter (épisode 1), Mat (épisode 13)
- 2012-2013 (saison 5) : Vivre libre ou Mourir (épisode 1), Madrigal (épisode 2), Revenir et Mourir (épisode 16)

### Réalisateur
- 2000-2002 : X-Files - Je souhaite (saison 7, épisode 21) et Irréfutable (saison 9, épisode 18)
- 2008-2013: Breaking Bad (5 épisodes)
- 2015-2022 : Better Call Saul (9 épisodes)
- 2019 : El Camino : Un film Breaking Bad (El Camino: A Breaking Bad Movie)
- depuis 2025 : Pluribus

### Producteur
- 1996-2002 : X-Files (128 épisodes)  (coproducteur, producteur superviseur, coproducteur délégué, producteur délégué)
- 2001 : The Lone Gunmen : Au cœur du complot (série télévisée) (13 épisodes) (producteur délégué)
- 2008-2013 : Breaking Bad (62 épisodes) (producteur délégué)
- 2015 : Battle Creek (12 épisodes) (producteur délégué)
- 2015-2017 : Better Call Saul (30 épisodes) (producteur délégué)
- 2019 : El Camino : Un film Breaking Bad (El Camino: A Breaking Bad Movie) (producteur délégué)
- depuis 2025 : Pluribus (producteur délégué)

### Acteur
- 2014 : Community : Devin (saison 5, épisode 9)

## Distinctions
Cette section récapitule les principales récompenses et nominations obtenues par Vince Gilligan. Pour une liste plus complète, se référer à l'Internet Movie Database.

### Récompenses
- 2009 : Writers Guild of America Award du meilleur scénario pour une série télévisée dramatique pour Chute libre
- 2012 : Writers Guild of America Award du meilleur scénario pour une série télévisée dramatique pour Le Cutter
- 2014 : Directors Guild of America Award du meilleur réalisateur de série télévisée dramatique pour Revenir et Mourir
- 2016 : Writers Guild of America Award du meilleur scénario pour une série télévisée dramatique pour Uno

### Nominations
- 1997 : Primetime Emmy Award du meilleur scénario pour une série télévisée dramatique pour Journal de mort
- 2008 : Primetime Emmy Award de la meilleure réalisation pour une série télévisée dramatique pour Chute libre
- 2011 : Prix Edgar-Allan-Poe du meilleur scénario de série télévisée pour Crash et Pleine Mesure
- 2012 : Primetime Emmy Award de la meilleure réalisation pour une série télévisée dramatique pour Mat
- 2012 : Directors Guild of America Award du meilleur réalisateur de série télévisée dramatique pour Mat
- 2014 : Primetime Emmy Award de la meilleure réalisation pour une série télévisée dramatique pour Revenir et Mourir
- 2014 : Primetime Emmy Award du meilleur scénario pour une série télévisée dramatique pour Revenir et Mourir